# Guizygiella shivui
Guizygiella shivui is een spinnensoort uit de familie van de wielwebspinnen (Araneidae).
De wetenschappelijke naam van de soort werd in 1990 als Zygiella shivui gepubliceerd door Bhikhabhi Harmanbhai Patel en C. Adinarayana Reddy.